# ماسون (مخرجة)
ماسون (بالإنجليزية: Mason)‏ هي مخرجة أمريكية، ولدت في القرن العشرين في لوس أنجلوس في الولايات المتحدة.

## وصلات خارجية
- ماسون على موقع IMDb (الإنجليزية)
- ماسون على موقع قاعدة بيانات الفيلم (الإنجليزية)